# Musso (Lombardei)
Musso ist eine Gemeinde in der Provinz Como in der italienischen Region Lombardei.

## Lage und Einwohner
Musso befindet sich etwa 50 km nördlich der Provinzhauptstadt Como am nordwestlichen Ufer des Comer Sees. Zusammen mit den Fraktionen Bresciana, Campaccio, Croda, Genico, Terza und Campagnano hat die Gemeinde Musso 942 Einwohner (Stand 31. Dezember 2023).
Die Nachbargemeinden sind Colico, Dongo und Pianello del Lario.

## Geschichte
Bereits in der Römerzeit war die Gegend für ihren weißen Marmor bekannt. In den Anhängen zu den Statuten von Como von 1335 wird Mussio als die Gemeinde genannt, die innerhalb der Pfarrei von Dongo für die Instandhaltung der Strecke der Via Regina zwischen Castalora bis zum cantonum vinee canonicorum de Dugno zuständig war. Während des Herzogtums Mailand gehörte Musso ebenfalls zu dieser Gemeinde und war von 1406 bis 1528 und von 1532 bis 1617 als Lehen an die Familie Malacrida vergeben.
In dem kurzen vierjährigen Zwischenspiel, in dem die Familie im 16. Jahrhundert den Lehnsanspruch nicht aufrechterhielt, wurde die Gemeinde stattdessen vom Medeghino belehnt, der die alte Burg von Sasso di Musso in drei entscheidenden Punkten verstärkte. Die Burg wurde 1532 im zweiten Müsserkrieg nach der ehrenvollen Kapitulation des Medeghino durch die Sforza zerstört.
Im Jahr 1617 übergab die Familie Malacrida das Lehen an die Familie Bossi, die Musso bis über die Mitte des 18. Jahrhunderts hinaus belehnte.
Im Jahr 1934 erfuhr Musso eine Vergrößerung seiner territorialen Grenzen, die sich auf ein unbewohntes Gebiet der Gemeinde Dongo erstreckte.
Der Straßenabschnitt zwischen Musso und Dongo war der Schauplatz der Gefangennahme Benito Mussolinis am 27. April 1945.

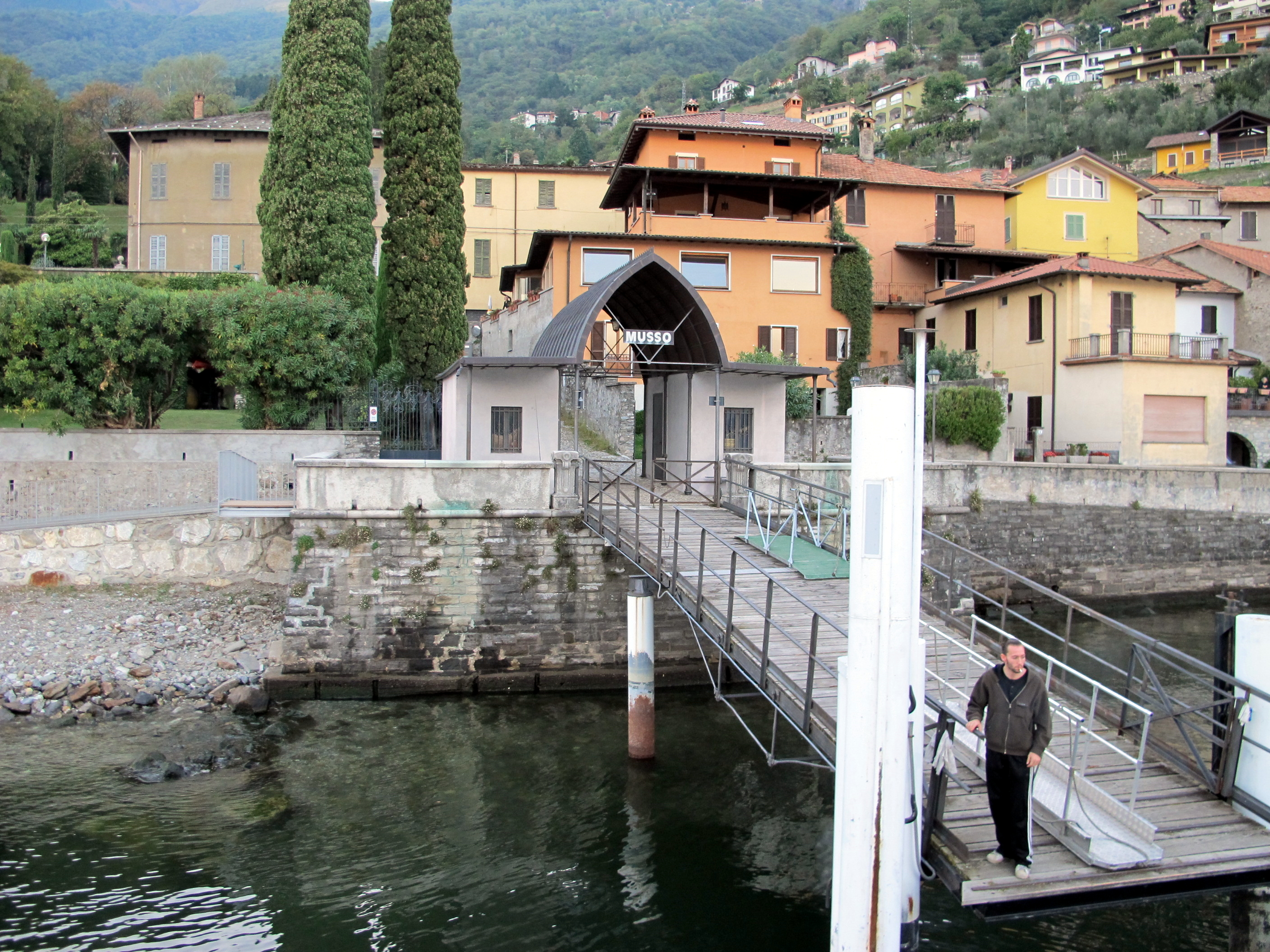
Seebrücke von Musso

## Sehenswürdigkeiten
- Kirche San Biagio, Spätromanische dreischiffige Kirche, im 16. Jahrhundert umgebaut. Der Campanile stammt aus dem Jahr 1731.[3]
- Kirche von Santa Eufemia. Auf einem Felsen des Sasso di Musso steht die kleine Kirche (17. Jahrhundert), die ursprünglich wahrscheinlich dem Heiligen Childerico geweiht war. Sie befindet sich in einer dominanten Position über den Bewohnern von Musso und Dongo und hat eine Fassade, der eine Arkade mit zwei Säulen vorausgeht, auf der die Jahreszahl 1662 eingemeißelt ist. Die Kirche ist Teil des sogenannten Giardino del Merlo (Amselgarten), der zwischen 1858 und 1883 an der Grenze zu Dongo angelegt wurde.
- Villa Orombelli (18. Jahrhundert)[4]

## Persönlichkeiten
- Gian Giacomo Medici (* um 1495 in Mailand; † 8. November 1555 ebenda), auch Giovanni Giacomo Medici, Il Medeghino (der kleine Medici) oder Il Marignano genannt, ein italienischer Condottiere, Herzog von Marignano sowie Marquis von Musso und Lecco.
- Richard Sapper (1932–2015), in Mailand lebender deutscher Industriedesigner (wurde in Musso bestattet)